# Black Diamond-from2000-
Black Diamond-from2000-は、かつて存在したアイドルグループ。
ギャル集団「Black Diamond」所属の4名で2018年6月に結成された、"2000年からタイムスリップしてきたギャルサーメンバー”をコンセプトに活動していた。
略して「from2000」と呼ばれる。

## メンバー
| 名前                      | 誕生日   | 備考 |
| ------------------------- | -------- | --- |
| あおちゃんぺ              | 11月19日 | リーダー、Black Diamond 18代目メンバー。 父子家庭育ち。                                                                         |
| まーちりん （三代麻莉恵） | 10月24日 | MISS CIRCLE CONTEST 2016年ファイナリスト、Black Diamond 初代メンバー。 和光大学出身。                                           |
| るなこんが                | 7月29日  | 活動当初は「るな」で活動。2019年7月15日に「るなこんが」へ改名。 DecaBar超でバーテンダーもしている。Black Diamond 初代メンバー。 |

### 元メンバー他
| あいちょりす | 9月25日 | 2020年1月26日のセカンドワンマンをもって卒業。卒業後はDecaBar超でバーテンダーをしている。 |
| ぇりもっこり | ー      | ギャル神さま(PV出演)                                                                     |

## 略歴
2000年からタイムスリップしてきたギャルサーメンバーをコンセプトにしたアイドルグループとして、2018年6月6日に楽曲「チョベリグLucky♡Day」でデビュー。初期メンバーは当時渋谷にて営業していたカフェ「ガングロカフェ」の店員4名。
2018年6月9日に「Tokyo Fight Club」でお披露目ライブを実施。
メンバーはデビュー後も同カフェの店員を兼任していたが、from2000としての芸能活動に専念するため2018年7月18日にガングロカフェを長期休業とし、活動に専念する。
定期公演やライブ・DJイベントなどに精力的に出演。１枚目のミニアルバム発売とワンマンライブの開催のためクラウドファンディングを行う。目標金額には未達であったが、無事2018年10月6日秋葉原の「TwinBox GARAGE」でのファーストワンマンライブを果たした。
その後はメディア出演に加え、個人撮影会やオフ会、コラボカフェの開催など活動の幅を広げる。
2019年10月には新メンバーオーディションも開催。3名が研修生としての活動に加わったが、最終的には新メンバーは加わらない結果となる。
2020年、初期メンバーの一人であるあいちょりすが卒業。卒業ライブはクラウドファンディングを募ったのち、2020年1月26日に渋谷にて卒業セカンドワンマンライブが行われた。
2021年1月、公式ファンクラブのほか、from2000メンバーやBlackDiamondのメンバーとトークができるオンラインサービス『シャベリグ！』を開始。
近年はYouTubeやファンクラブの日替わりブログなどをメインに活動していたが、2021年3月31日に解散。（活動期間1,030日）

## 作品

### 楽曲
|    | 発売日         | タイトル             | 収録曲 | 備考               |
| -- | -------------- | -------------------- | --- | ------------------ |
| １ | 2018年6月6日   | チョベリグ Lucky♡Day | 1．チョベリグ Lucky♡Day | 配信               |
| ２ | 2019年2月28日  | チョベリグ Lucky♡Day | 1．チョベリグ Lucky♡Day 2．GANGURO 3．KISS IN THE SUN 4. チョベリグ Lucky♡Day(Original Karaoke) 5．チョベリグ Lucky♡Day(Acapella) 6．GANGURO(Original Karaoke) 7．KISS IN THE SUN(Original Karaoke) －BONUS TRACK－ 8．AVANT GYARUDE(Nyper Techno Remix) | ミニアルバム       |
| ３ | 2019年10月22日 | 黒いダイアモンド     | 1．黒いダイアモンド | ミュージックカード |
| ４ | 2020年1月28日  | PERSONA -TRANCE MIX- | 1．PERSONA -TRANCE MIX- | ミュージックカード |

### Music Video
|    | 配信日        | タイトル                              | 備考                                   |
| -- | ------------- | ------------------------------------- | -------------------------------------- |
| １ | 2018年7月4日  | チョベリグ Lucky♡Day                  |                                        |
| ２ | 2019年4月12日 | GANGURO（ショートバージョン）         | フルバージョンはミニアルバムの購入特典 |
| ３ | 2019年5月3日  | KISS IN THE SUN（ショートバージョン） | フルバージョンはミニアルバムの購入特典 |
| ４ | 2019年10月2日 | 黒いダイアモンド                      |                                        |
| ５ | 2020年1月28日 | PERSONA -TRANCE MIX-                  |                                        |

### ショートムービー
|    | 配信日        | タイトル                      | 備考 |
| -- | ------------- | ----------------------------- | ---- |
| １ | 2018年6月1日  | 「時をかけるガングロ」 第１話 |      |
| ２ | 2020年1月25日 | 「時をかけるガングロ」 第２話 |      |

## ライブ

### お披露目ライブ
| No | 開催日       | 会場             | 備考 |
| -- | ------------ | ---------------- | ---- |
| １ | 2018年6月9日 | Tokyo Fight Club |      |

### ワンマン
| No | 開催日        | 公演名                                           | 会場           | 備考                                          |
| -- | ------------- | ------------------------------------------------ | -------------- | --------------------------------------------- |
| １ | 2018年10月6日 | ファーストワンマンライブ                         | TwinBox GARAGE | CAMPFIREの特典としてガングロカフェを2部で開催 |
| ２ | 2019年1月26日 | あいちょりす卒業公演「今まで、ありがちょりす。」 | JUMANJI 33     |                                               |

### 定期公演
＠Tokyo Fight Club
| No | 開催日         | 備考                                     |
| -- | -------------- | ---------------------------------------- |
| １ | 2018年6月23日  | 第1回・第2回                             |
| ２ | 2018年7月21日  | 第3回・第4回                             |
| ３ | 2018年7月28日  | 台風接近のため中止                       |
| ４ | 2018年8月12日  | 第5回・第6回                             |
| ５ | 2018年8月18日  | 第7回・第8回                             |
| ６ | 2018年9月8日   | 第9回 ※BlackDiamindメンバーがゲスト出演  |
| ７ | 2018年9月16日  | 第10回                                   |
| ８ | 2018年10月14日 | 第11回・第12回 ※まーちりんバースデー企画 |
| ９ | 2018年11月25日 | 第13回・第14回                           |
| 10 | 2018年12月30日 | 忘年会スペシャル(第15回)                 |
| 11 | 2019年1月27日  | 第16回・第17回 制服公演                  |
| 12 | 2019年3月31日  | 第18回・第19回                           |
| 13 | 2019年5月19日  | 中止 ※オフ会に変更                       |

### 出演
| No | 開催日         | 公演名                                                                     | 会場                     | 備考                                        |
| -- | -------------- | -------------------------------------------------------------------------- | ------------------------ | ------------------------------------------- |
| １ | 2018年6月10日  | ユイ・ガ・ドクソン ソロライブ『Like a virgin』                             | TSUTAYA O-WEST           | オープニングアクト                          |
| ２ | 2018年6月17日  | SEF DELUXE                                                                 | マハラジャ六本木         |                                             |
| ３ | 2018年7月24日  | VENUS SUMNER FESTIVAL                                                      | TSUTAYA O-EAST           |                                             |
| ４ | 2018年8月10日  | THE ODAIBA2018『夢を叶えろ！ 目指せ100万円！ドリームライブ』               | マイナビステージ         | Fair chanceでの投票企画                     |
| ５ | 2018年8月19日  | MUSIC DREAM                                                                | 渋谷WOMB                 | 『キングラビッツ』橘咲良との コラボステージ |
| ６ | 2018年8月25日  | 福岡bijou                                                                  | 福岡bijou                |                                             |
| ７ | 2018年9月1日   | ギャルパラ                                                                 | Four Roses(愛知)         |                                             |
| ８ | 2018年9月23日  | ONE                                                                        | Sound dining bar D(愛知) |                                             |
| ９ | 2018年9月29日  | CRAGE CLIVE                                                                | CRAGE(町田)              |                                             |
| 10 | 2018年10月7日  | agefare2018                                                                | 新木場ageHa              |                                             |
| 11 | 2018年10月27日 | MoePa！                                                                    | 渋谷めいどりーみん       |                                             |
| 12 | 2018年11月16日 | パラパラリン                                                               | AiSOTOPELOUNG            |                                             |
| 13 | 2018年11月18日 | ええ女ナックルズ祭                                                         | RUIDO K3                 | あおちゃんぺバースデー                      |
| 14 | 2018年12月15日 | ギンギンNIGHT                                                              | Four Roses(愛知)         |                                             |
| 15 | 2019年2月17日  | SEF DELUXE 12th YERA Anniversary Party                                     | マハラジャ六本木         |                                             |
| 16 | 2019年2月18日  | タバフェスVol2                                                             | club SCIENCE             |                                             |
| 17 | 2019年3月1日   | アンナイ                                                                   | CLUB O NAGOYA(愛知）     |                                             |
| 18 | 2019年3月2日   | 平成DISCO                                                                  | Four Roses(愛知)         |                                             |
| 19 | 2019年3月12日  | パラパラ-DISCO90'ｓ-                                                       | マハラジャ六本木         |                                             |
| 20 | 2019年3月24日  | MACHIDA TIKTOK PARTY                                                       | CRAGE(町田)              |                                             |
| 21 | 2019年4月26日  | ZANZIBAr                                                                   | FREEDOM(大分)            |                                             |
| 22 | 2019年4月27日  | ガングロカフェ＆DJ NIGHT                                                   | BAR THRIVE & BAR ei8ht   |                                             |
| 23 | 2019年6月22日  | Tokyo Decadance Summer Special                                             | 新宿DECABAR Z            |                                             |
| 24 | 2019年8月9日   | FAR EAST AREA vol.3                                                        | club SCIENCE             |                                             |
| 25 | 2019年8月24日  | www.³                                                                      | LOS CABOS                |                                             |
| 26 | 2019年9月14日  | じゃじゃ馬♡NIGHT                                                           | Four Roses(愛知)         | あいちょりすバースデー                      |
| 27 | 2019年10月14日 | EUROBEAT SATADIUM                                                          | R‐Lounge                 |                                             |
| 28 | 2019年10月19日 | Tokyo Decadance ハロウィンパーティー                                       | CAFE Legato              |                                             |
| 29 | 2019年12月21日 | KOBINAIGHTRANCE                                                            | ever.                    |                                             |
| 30 | 2020年3月13日  | 花冷え。Presents.「春の大解放祭2020 ～祝成人あざ丸水産ツアーファイナル～」 | 渋谷CYCLONE              |                                             |
| 31 | 2020年3月13日  | Tokyo Decadance                                                            | 新宿DECABAR Z            |                                             |
| 32 | 2020年9月12日  | 「hail the body newly born」 ～兎蛇髏亞生誕祭2020年～                      | Antiknock                | あおちゃんぺ・るなこんが ゲスト出演         |

## イベント

### オフ会
- カラオケオフ会 -2018年11月10日
- クリスマスオフ会 -2018年12月23日
- Black Diamond-from2000-オフ会 -2019年5月19日
- 1周年記念オフ会 -2019年7月6日
- 海オフ会 -2019年8月16日
- ハロウィンオフ会 -2019年10月22日
- クリスマスオフ会 -2019年12月21日
- あおちゃんぺバースデーオフ会 ＠新宿DecaBar超 -2020年11月21日

### 撮影会
- from2000撮影会 vol.1 -2019年7月13日
- from2000撮影会 vol.2 -2019年9月8日
- from2000撮影会 vol.3 -2019年12月1日
- from2000撮影会 vol.4 -2020年3月1日
- from2000撮影会 vol.5 -2020年12月26日

### ファンクラブイベント
- ファングラブイベント vol.1「お花見」 -2020年4月4日（中止）

### 企画
- 第1回ガングロカフェ×めいどりーみん @渋谷めいどりーみん -2019年2月9日
- 第2回ガングロカフェ×めいどりーみん @渋谷めいどりーみん -2019年3月6日
- 第3回ガングロカフェ×めいどりーみん @渋谷めいどりーみん -2019年5月25日
- Fashion Tech Week Tokyo @EDGEof　ファッションショー -2019年10月19日【あおちゃんぺ】
- ガングロカフェNIGHT Vol.1 @新宿DECABAR Z（あおちゃんぺ生誕祭）-2019年11月23日
- ガングロカフェNIGHT Vol.2 @新宿DECABAR Z -2020年3月28日（延期）

### その他
- キングオブコント2018予選[6] @新宿シアターブラッツ -2018年7月26日
- Xronos Teens Fes ＠THE CANTEEN －2019年2月24日【あおちゃんぺ】
- PORCO NIGHT @新宿DECABAR Z -2019年11月9日【るなこんが】
- anan創刊50周年記念イベント「SHIBUYA SCRAMBLE FESTIVAL2020」-2020年11月7日【あおちゃんぺ】
- iekoi(家×恋）コラボ企画【あおちゃんぺ】

## メディア

### レギュラー出演
- Abema Prime（AbemaTV）-2020年1月20日～【あおちゃんぺ】
2020年3月30日から正式に月曜日のレギュラーに決定。現在曜日は不定期で出演。

### テレビ出演
- 1周まわって知らない話（日本テレビ）-2018年6月20日 【あおちゃんぺ、あいちょりす】
- CDTV'18上半期SP（TBS）-2018年6月28日【あおちゃんぺ、るなこんが】
- 青春高校３年C組（テレビ東京） -2018年7月23日 【あいちょりす】
- シブヤノオト（NHK) -2018年8月4日【あおちゃんぺ、ま－ちりん、あいちょりす】
- シブヤノオト and more FES.（NHK) -2018年9月8日【あおちゃんぺ、まーちりん、るなこんが】
- ザワつく！一茂 良純 ちさ子の会（テレビ朝日）-2018年11月14日【まｰちりん、るなこんが、あいちょりす】
- 沼にハマってきいてみた（NHK）-2018年11月19日【あおちゃんぺ、まーちりん、るなこんが】
- 出没！アド街ック天国 ～平成に輝いた東京の街BEST20～（テレビ東京）－2019年1月5日【まーちりん】
- いざ、ミュシャ展へ！有名人先生が超解説！移動黒板　第２弾 （日本テレビ）-2019年7月20日【あおちゃんぺ】
- その他の人に会ってみた（TBS）-2019年9月3日【あおちゃんぺ、まーちりん、るなこんが、あいちょりす】
- ありえへん∞世界3時間スペシャル（テレビ東京）-2019年9月24日【まーちりん、るなこんが、あいちょりす】
- IKKOの奇跡の瞬間連発！まぼろし～衝撃映像祭り（テレビ東京）-2019年10月10日【あおちゃんぺ、まーちりん】
- 5時に夢中！（TOKYO MX）-2019年10月31日【まーちりん】
- 水曜日のダウンタウン（TBS）-2019年11月6日【あおちゃんぺ、まーちりん、るなこんが、あいちょりす】
- 村上マヨネーズ（フジテレビ）-2019年11月27日【まーちりん】
- ありえへん∞世界3時間スペシャル（テレビ東京）-2019年12月24日【あおちゃんぺ】
- ノブナカなんなん？（テレビ朝日）-2019年12月29日【あおちゃんぺ、まーちりん、あいちょりす】
- 5時に夢中！（TOKYO MX）-2020年3月11日【あおちゃんぺ】
- 山里亮太のまさかのバーサーカーF -2020年9月6日【まーちりん】
- ナニコレ珍百景 冬の珍百景傑作選（テレビ朝日）-2020年12月30日【あおちゃんぺ、るなこんが】
- 有吉ジャポンⅡジロジロ有吉（TBS）-2021年2月5日【るなこんが】

### ネット番組
- 声優と夜遊び（AbemaTV) -2018年7月10日 【あおちゃんぺ、まーちりん】
- 集え人間百鬼夜行 あまから秘宝館（占TV）-2018年8月16日 【あおちゃんぺ】
- ハロウィン女子パリピ選手権～ハロウィンコスプレ総選挙～（AbemaTV) -2018年10月27日【あおちゃんぺ、るなこんが】
- ハロウィン女子パリピ選手権～視聴者生投票で合コン技をジャッジ！～（AbemaTV) -2018年10月31日【あおちゃんぺ、るなこんが】
- Abeｍa Prime（AbemaTV） －2019年2月22日（るなこんが）

### ラジオ
- いちごみるく色に染まりたいの「染まりたいTV」（渋谷クロスFM）-2018年10月20日【あおちゃんぺ、まーちりん、るなこんが】
- The BAY☆LINE（bayfm78）-2018年12月12日【あおちゃんぺ】

### 雑誌・新聞ほか
- 日経MJ -2018年6月22日号【あおちゃんぺ、るなこんが、あいちょりす】
- 実話ナックルズ -2018年9月号【あおちゃんぺ、まーちりん】
- 週刊プレイボーイ -2018年No.34・35合併号【あおちゃんぺ、まーちりん】
- LINE WORKS PR記事「昭和の会社あるある」-2018年12月【あおちゃんぺ】
- 朝日新聞（夕刊）-2018年12月26日　【あおちゃんぺ、まーちりん、るなこんが、あいちょりす】
- egg創刊号　-2019年5月　ESPERANZA『OK』広告【あおちゃんぺ】
- ESPERANZA『OK』ルックブック【あおちゃんぺ】
- egg 2019年秋号 -2019年11月「STREET GROOVE!!!」【まーちりん】
- egg 2020年春号 -2020年4月「STREET GROOVE!!!」【まーちりん】
- 日経MJ -2021年1月4日号【あおちゃんぺ】
- 実話ナックルズ-2021年3月号「刺青美女図鑑」【まーちりん】
- egg 2021年春号 -2021年3月「STREET GROOVE!!!」【まーちりん】
- TOKYO GRAFFITI -2021年4月号【まーちりん】

### CM出演
- 日清ラ王「焦ガッキー襲来篇」【まーちりん、あいちょりす】
- 幸楽苑「㐂伝らーめん」【あおちゃんぺ】
- ロゼッタ・ストーン「このギャル、ロゼッタ通学中編」-2019年1月【あおちゃんぺ】
- SoftBank 「もしも平成元年に僕らがいたら」（Webムービー）【まーちりん、あいちょりす】
- RAIZINMOJITO キャンペーン【あおちゃんぺ】

### MV出演
- 「Sekaino Chuushin-We Are The World-」（青山テルマ）
- 「イイ波のってん☆NIGHT」（ファッキングラビッツ）【まーちりん】
- 「Like a virgin」（ユイ・ガ・ドクソン）【あおちゃんぺ】
- 「ONE NIGHT ズキュン」（アディ男）【あおちゃんぺ、まーちりん、るなこんが、あいちょりす】
- 「平成」（DOTAMA）【あおちゃんぺ、るなこんが】
- 「Supersonic」（GENERATION vs FANTASTIC）【あおちゃんぺ、まーちりん】
- 「L.C.G」（花冷え。）【あおちゃんぺ、まーちりん、るなこんが、あいちょりす】
- 「スチャダラパーからのライムスター」（スチャダラパー＆ライムスター）【あおちゃんぺ、まーちりん、るなこんが】
- 「＃魔女狩り」（SLOTH)【あおちゃんぺ】

### YouTube
- クスノキフィルム。「【ガングロ】黒ギャルヤマンバメイクで渋谷徘徊しました」【あおちゃんぺ、あいちょりす】
- Dsaki 「黒ギャル一日体験してみた」【あおちゃんぺ】
- ラファエル Raphael「激ケバガングロギャル。すっぴんの方がかわいい説」【あおちゃんぺ、まーちりん、るなこんが、あいちょりす】
- 俺ら〜西野未姫&村重杏奈〜「【大変身】アイドルが本気のギャルメイクに挑戦してみた！！」【あおちゃんぺ、まーちりん】
- Natalia Natchan・itsPiNKII「【夢が叶えた！】ブラックダイヤモンドのメンバと「ギャルツアー」をやってみた！」【あおちゃんぺ、まーちりん】
- しんげきっ！「【すっぴん公開】渋谷の有名ギャルにギャルメイクしてもらった【毎日メイク】」【あおちゃんぺ】
- URA-KiSS【うらきす】「ガングロ☆メイク　ヤマンバ ギャル 可愛すぎ」【あおちゃんぺ、まーちりん、るなこんが、あいちょりす】
- 禁断ボーイズ 「渋谷にいる一番可愛い女子高生にガングロギャルメイクしたら可愛くなるのか？」【まーちりん、るなこんが】
- さらば青春の光Official Youtube Channel「【黒ギャル】モルック勝ったら10万円！！【童貞】」【あおちゃんぺ、まーちりん、るなこんが】
- 売名ステーション「中学生の頃から真っ黒でした。」【あおちゃんぺ、まーちりん、るなこんが】
- Yellow Youtube「インド×日本 youtube」【まーちりん】
- 準子チャンネル「【ガングロメイク】アイドルがギャルになってみた！」（あおちゃんんぺ）

### その他
- 「タピタピにしてあげる♡」Music Video 【あおちゃんぺ】作詞・MVプロデュース
- 日焼けサロンチャンネル -YouTube【るなこんが、まーちりん】

### 公式
- Black Diamond-from2000-公式ウェブサイト
- from2000ファンクラブ『めらにん』 (Black Diamond -from 2000-) - Fantia
- Black Diamond / GANGURO CAFE - YouTubeチャンネル
- Black Diamond (@bdiajp) - X（旧Twitter）
- Black Diamond (@bdiajp) - Instagram
- Black Diamond (@bdiajp) - TikTok
- 『シャベリグ！』オンラインギャルトーク

### メンバーSNS他
あおちゃんぺ　
- あおちゃんぺ (@aochanp) - X（旧Twitter）
- あおちゃんぺ (@aochanp) - Threads
- あおちゃんぺ (@aochanp) - Instagram
- あおちゃんぺ (@aochanp1119) - TikTok
- あおちゃんぺ aochanp - YouTubeチャンネル

まーちりん
- MAAACHIRIN (まーちりん) (@sakuratekuno22) - X（旧Twitter）
- MAAACHIRIN (まーちりん) (@sakuratekuno22) - Threads
- MAAACHIRIN (まーちりん) (@sakuratekuno22) - Instagram
- MAAACHIRIN (まーちりん) (@sakuratekuno22) - TikTok
- MAAACHIRIN (まーちりん) - YouTubeチャンネル

るなこんが
- るなこんが (@runa090729) - X（旧Twitter）
- るなこんが (@7991r927) - TikTok